# Jean-Baptiste Canavelli
Jean-Baptiste Canavelli, né le 1er décembre 1877, à Balogna (Corse), mort le 3 juin 1941, était un syndicaliste français des PTT et un homme politique de la 3e République. Il a été député socialiste SFIO du département des Bouches-du-Rhône et conseiller municipal de Marseille.

## notes biographiques

### Le postier "gréviculteur"
Reçu au concours des surnuméraires des PTT, Jean-Baptiste Canavelli est nommé commis des postes à Marseille. D'un même mouvement, il milite à l'Association générale des agents des PTT et adhère en 1906 à la SFIO. En mars 1909, il est l'un des organisateurs de la grève des PTT à Marseille. Il est qualifié par la police de "grand meneur gréviculteur". En mai de cette année 1909, à la suite d'un second mouvement de grève, il est révoqué des PTT. Il réintègre l'administration par la suite.

### Le militant SFIO
- candidat socialiste dès 1912, il est conseiller municipal de Marseille de 1914 à 1919, puis de 1935 à 1940.
- en novembre 1919, il est élu député des Bouches-du-Rhône sur la liste socialiste, puis SFIO, il est réélu en 1924. À la Chambre des députés, il intervient à plusieurs reprises à propos des PTT: sur le statut de cette administration "industrielle", pour la défense des facteurs, pour la défense du droit syndical des fonctionnaires, et sur le budget des PTT.
- au cours des années 1930, il est secrétaire fédéral de la SFIO des Bouches-du-Rhône.

## Sources
- Dictionnaire biographique du mouvement ouvrier français.
- « Jean-Baptiste Canavelli », dans le Dictionnaire des parlementaires français (1889-1940), sous la direction de Jean Jolly, PUF, 1960 [détail de l’édition]